# Stella (monnaie)
Pour les articles homonymes, voir Stella.
Le stella est un essai de nouvelle unité monétaire équivalant à 4 dollars US produite par la Monnaie des États-Unis en 1879 et 1880.
Ces essais avaient pour objet de préparer l'adhésion des États-Unis à l'Union monétaire latine ; un stella équivalait donc à 20 francs-or. Finalement, le Congrès des États-Unis y renonça.
Pour autant, ces essais allaient mettre dans l’embarras les nombreux parlementaires américains qui avaient acheté à leur coût de production les quelques centaines de stellas produits — seuls 425 exemplaires de la Stella ont été fabriqués et 25 exemplaires fabriqués en 1880 sont connus — lorsqu'un certain nombre d’entre eux transformés en bijoux furent aperçus au cou de tenancières des maisons closes les plus fréquentées de Washington[réf. nécessaire].
De nos jours, la cote de ces monnaies atteint 300 000 dollars US pour les plus beaux exemplaires.